# لوبا جيرفي
لوبا جيرفي هي بحيرة متوسطة الحجم تقع في فنلندا. وهي تقع في بلدية لوبا في منطقة كانتا هامي. البحيرة هي جزء من حوض كوكيماينيوكي حيث تتصرف مياه البحيرة من خلال نهر تيفارجوكي في بحيرة كيرنالان جيرفي والتي بدورها تتصرف إلى بحيرة فاناجفيسي من خلال نهر هيدن جوكي.